# Fara San Martino
Fara San Martino (La Fàrə in dialetto locale)
è un comune italiano di 1 259 abitanti della provincia di Chieti in Abruzzo. Fa parte della comunità montana della Maielletta. Il paese è conosciuto soprattutto per essere una delle capitali mondiali della pasta, prodotta nel Pastificio De Cecco dal 1886; inoltre è meta turistica per la collocazione alle porte del parco nazionale della Maiella, con il borgo medievale situato proprio sotto la montagna, da cui si può accedere anche attraverso le gole di Fara, altro elemento di interesse per gli escursionisti.

## Geografia fisica
Fara San Martino è situata allo sbocco del vallone di Santo Spirito, attraversato dal fiume Verde, alle falde del versante orientale del massiccio della Maiella, dalle cui vette si aprono profonde gole rocciose che scendono fino al paese. Parte del territorio comunale ricade nel parco nazionale della Maiella.

## Storia

### Dalle origini al Settecento
Le prime notizie relative all'abitato di Fara San Martino sono rintracciabili nel IX e nel X secolo, periodo in cui il territorio fu colonizzato dai monaci benedettini. Venne infatti documentata l'esistenza dell'abbazia di San Martino in Valle, eretta per atto di liberazione dal conte di Chieti Credindeo. La stessa abbazia fu poi confermata da papa Onorio III nel 1044  [la data o il papa è sbagliato]. Nel 1065 i Conti di Sangro Borrello di Borrello e suo figlio Borrello Infante donano al Vescovo teatino Attone, allora Signore di Chieti, la Chiesa di S. Martino con le sue appartenenze. Nelle Rationes Decimarum Italiae, risalenti al XIV secolo, si prese in considerazione la chiesa di S. Remidii in Fara per le decime del periodo fra il 1324 e il 1325.
Dopo vari secoli in cui il dominio della città fu in mano agli abati, in seguito al suo decadimento l'abbazia fu soppressa e unita al Capitolo Vaticano per opera di papa Niccolò V, nel XV secolo. Il paese divenne quindi feudo dei Valignani di Chieti, che lo vendettero a Melchiorre Reviglione nel 1584 in cambio di 4.000 ducati. Le principali testimonianze del passato sono rappresentate dai vari frammenti architettonici e scultorei del portale duecentesco e degli affreschi trecenteschi rinvenuti nell'abbazia di San Martino, oltre che da una tela del XVII secolo realizzata da Tanzio da Varallo, conservata nella chiesa parrocchiale.
Il borgo è risultato inagibile con il terremoto della Maiella del 1706, e l'impianto medievale fu modificato per la costruzione di nuove case. Completamente rifatta fu la chiesa della Santissima Annunziata, mentre la chiesa di San Remigio venne ampliata. Il centro, dunque, nella fine del secolo si andò espandendo fuori le mura, inglobando l'area della chiesa di Santa Maria delle Grazie.

### Lo sviluppo industriale
L'antica tradizione ottocentesca nella produzione della pasta fu all'origine dello sviluppo industriale che ha interessato il piccolo centro pedemontano. I principali marchi che qui hanno avuto origine sono la Bioalimenta, il Pastificio Cav. Giuseppe Cocco, il Pastificio F.lli De Cecco e il Pastificio Delverde, aziende leader nel settore.

### Dall'Ottocento a oggi
L'abbazia fu abbandonata in seguito ad un'alluvione che la ricoprì di detriti l'8 settembre 1818. I primi scavi per il suo recupero avvennero nel 1891, ma solo con quelli del 2006 i resti della struttura sono stati riportati interamente alla luce.
Il centro, in forte crescita economica, nell'inverno del 1943, in piena seconda guerra mondiale, si trovò in mano ai tedeschi, durante la ritirata presso la linea Gustav. Il borgo venne sfollato, costringendo la popolazione a rifugiarsi sulle montagne o nei paesi limitrofi, e molte abitazioni e fabbriche vennero minate, subendo molti danni. Negli anni del dopoguerra ci fu un massiccio calo demografico per l'emigrazione, nonostante la ricostruzione del pastificio De Cecco e la fondazione del pastificio Delverde.
Attualmente l'attività della produzione di pasta è la fonte principale economica del centro, assieme alla promozione delle bellezze naturali del parco nazionale della Maiella, di cui Fara fa parte.

### Simboli
Lo stemma è stato riconosciuto con DPCM del 7 aprile 1951 e vi sono presenti, su fondo azzurro, una mitra e un pastorale, attributi di san Martino vescovo a cui era dedicata l'abbazia di San Martino in Valle. Una sua prima rappresentazione è documentata su un dipinto del 1647 dedicato a sant'Antonio di Padova, patrono del paese.
Il gonfalone, concesso con DPR del 16 ottobre 1952, è un drappo di azzurro.

## Monumenti e luoghi d'interesse

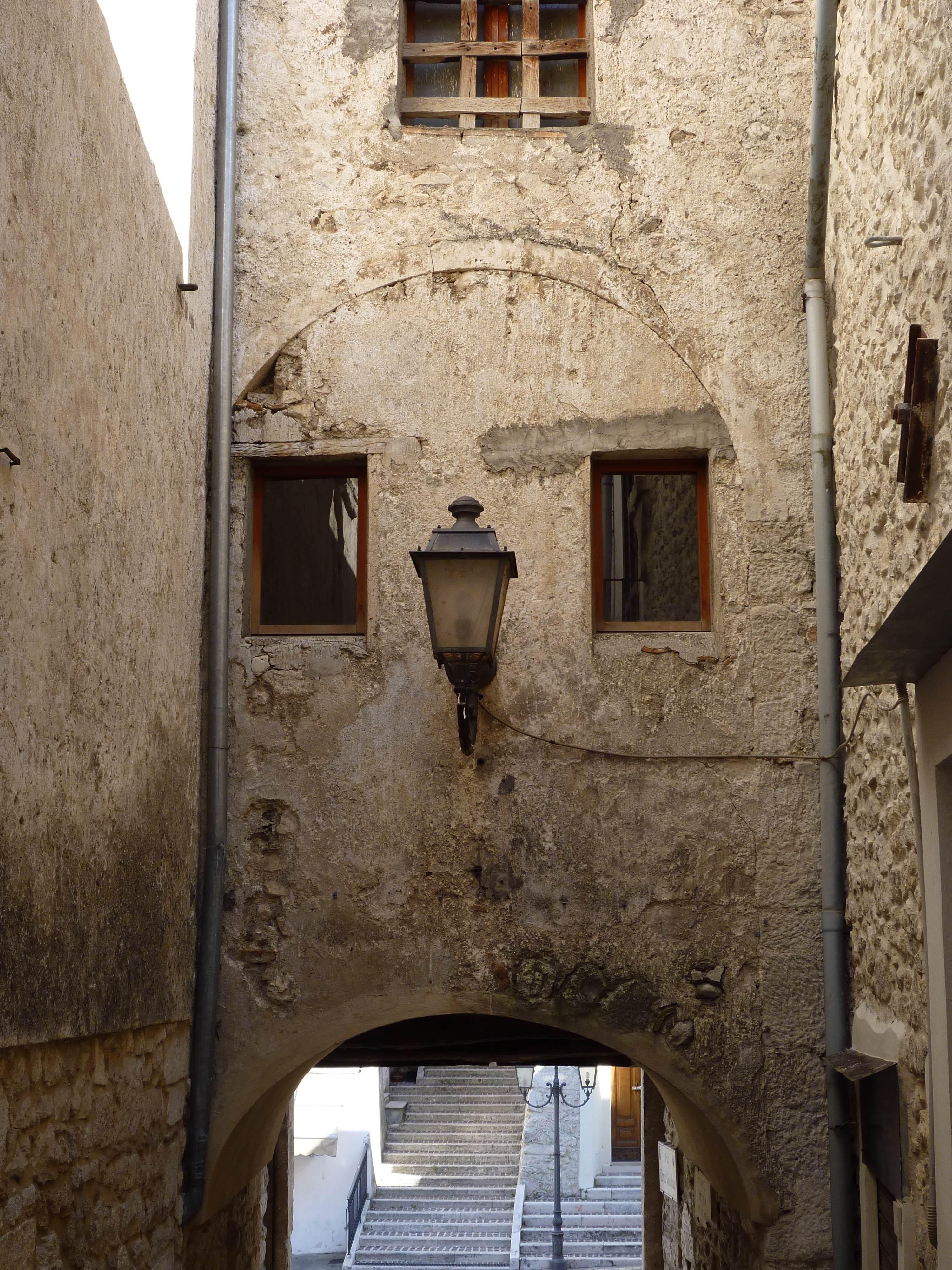
Entrata al borgo di Terravecchia

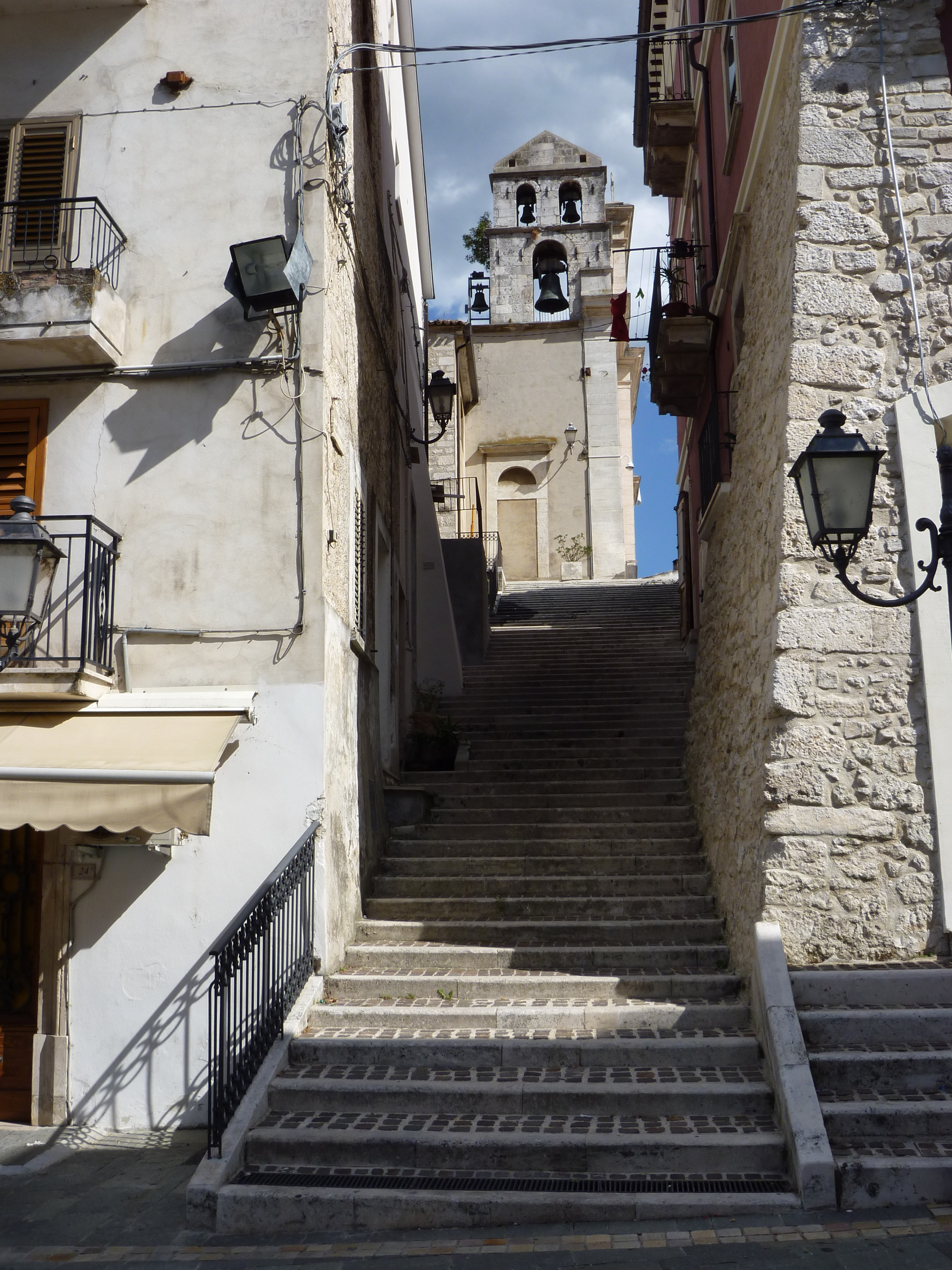
Scorcio del campanile di San Remigio

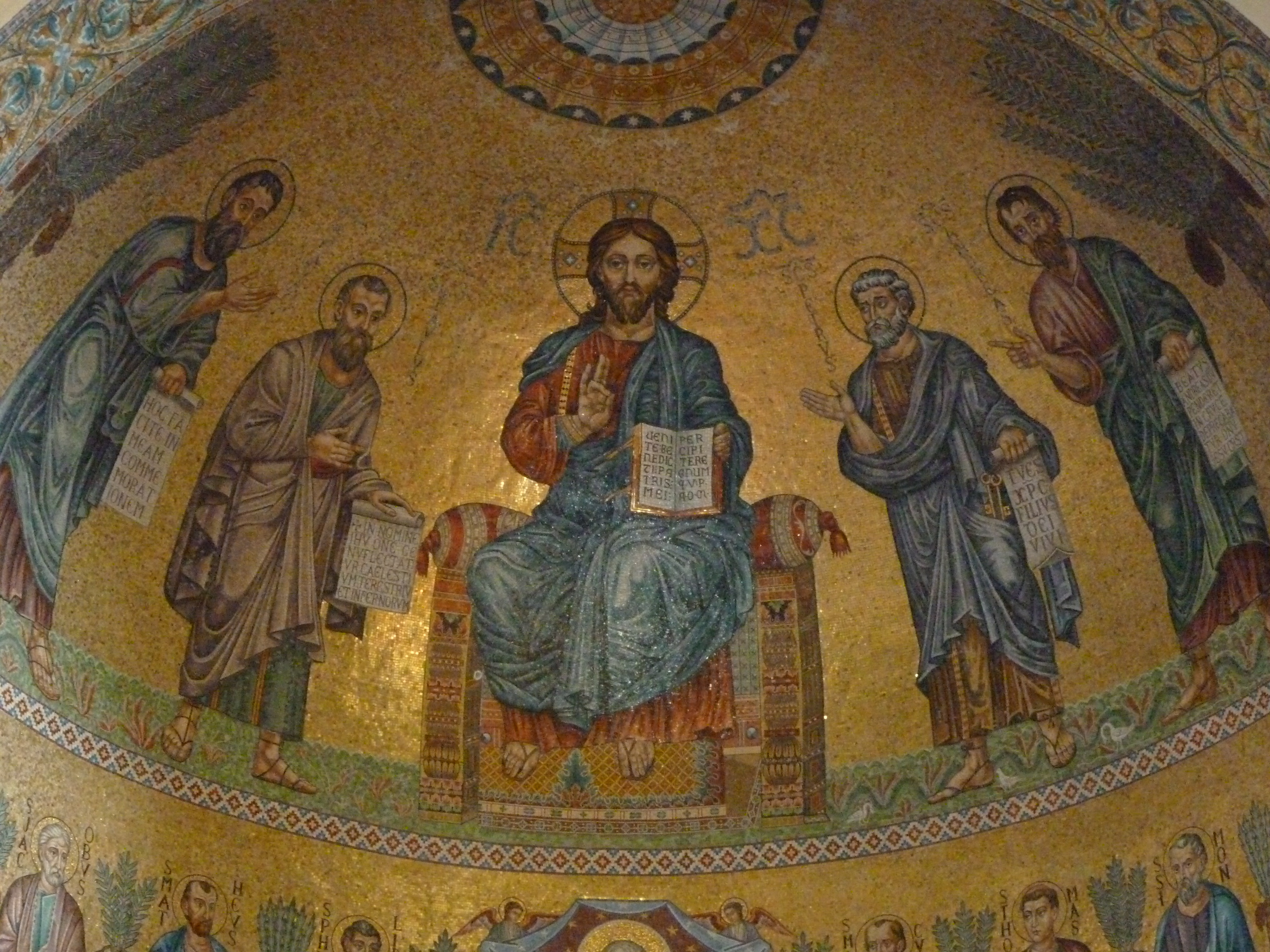
Mosaico nell'abside della chiesa di San Remigio

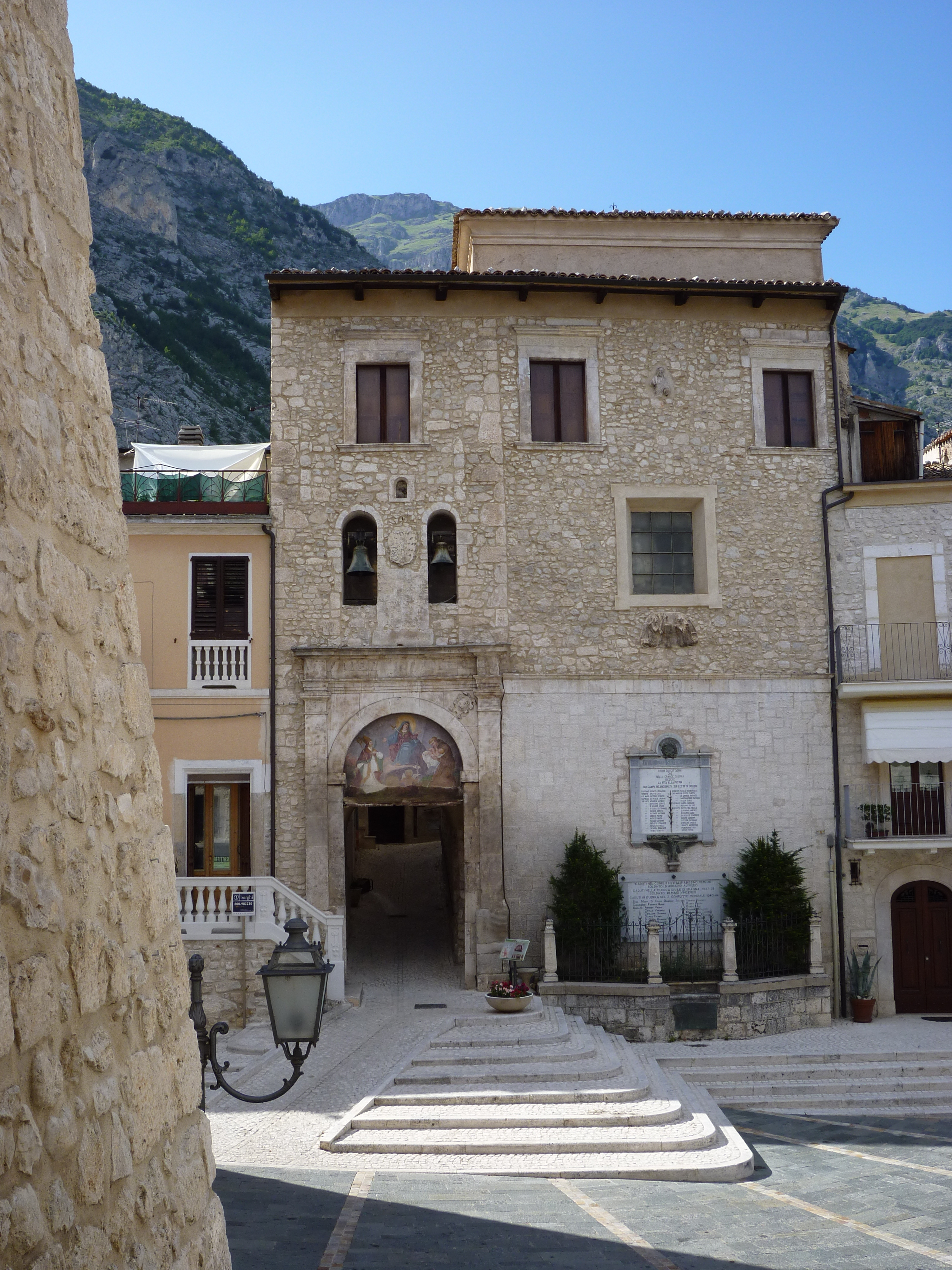
Retro della chiesa della Santissima Annunziata

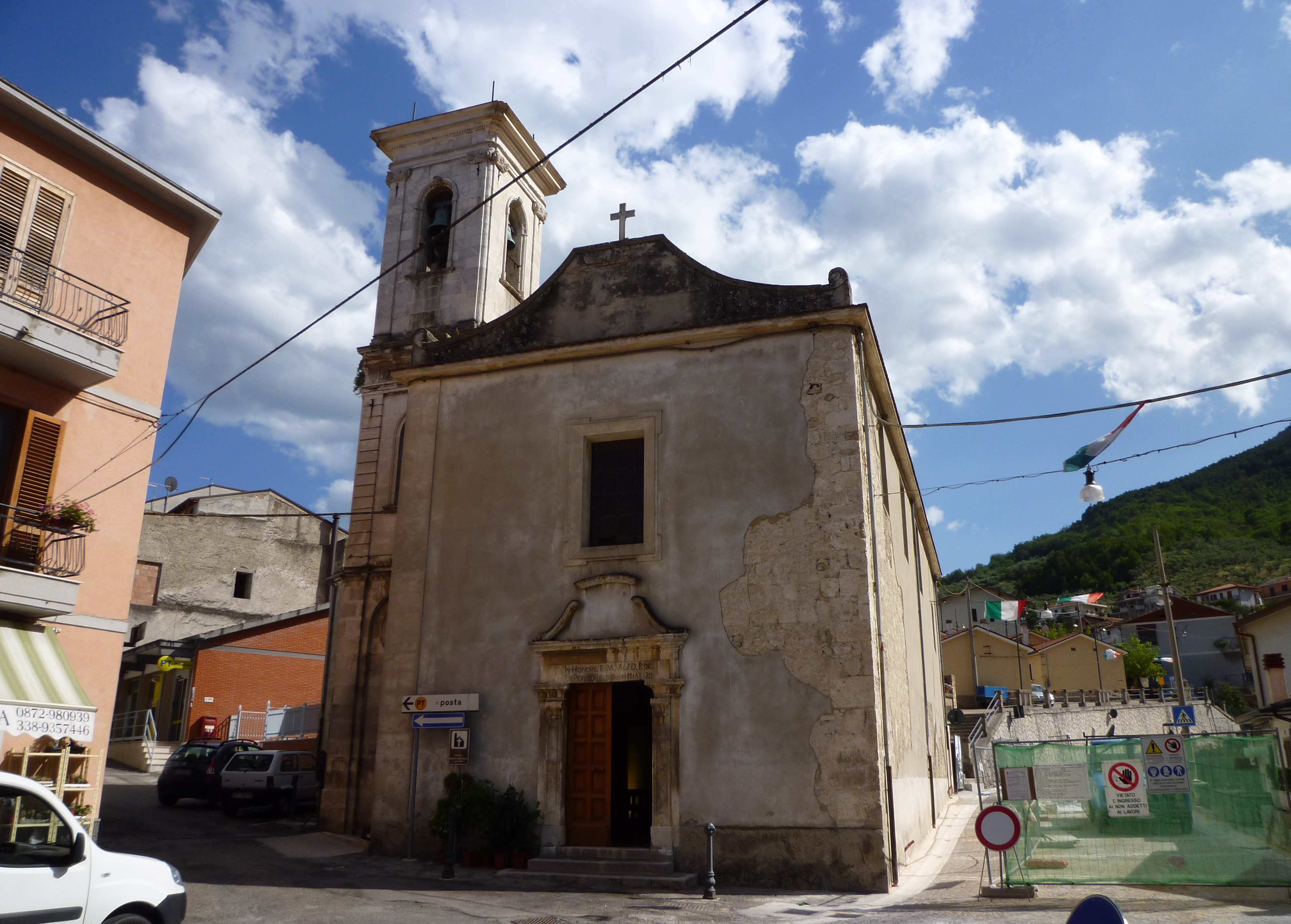
Chiesa di Santa Maria delle Grazie

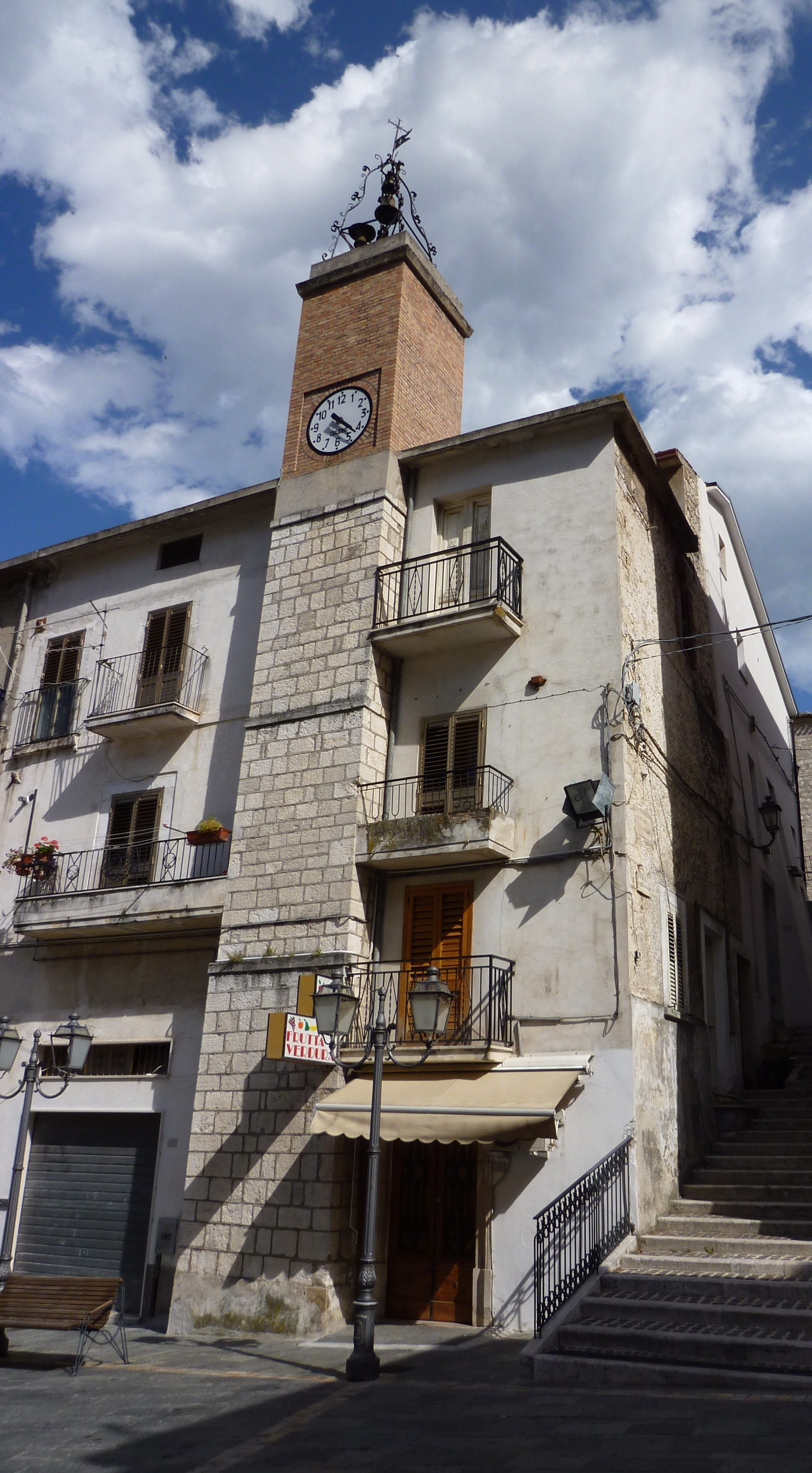
Torre civica di Fara San Martino

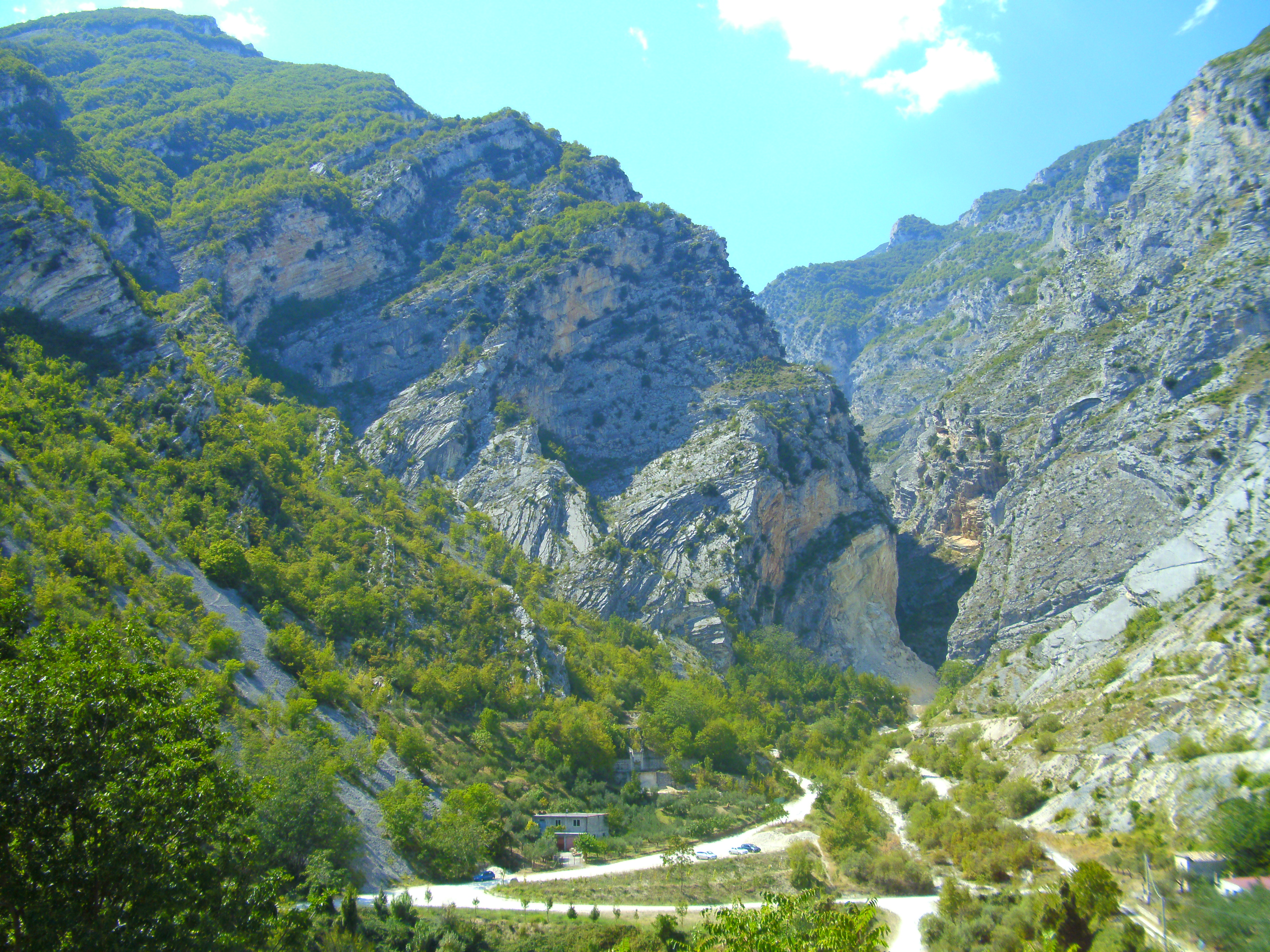
Gole di Fara San Martino

- Borgo di Terravecchia: parte più antica del centro storico, con il palazzo Di Cecco e la chiesa della Santissima Annunziata. Posto in posizione elevata, risale al XIII secolo, come si presenta oggi, ed è delimitato da un impianto circolare attorno a uno sperone roccioso che volge verso la gola. L'accesso è inquadrato nella Porta del Sole (o Porta da Capo), rielaborata nel XVII secolo con la costruzione della chiesa dell'Annunziata. La porta ha una lunetta con raffigurazioni della Vergine tra sant'Antonio e sant'Emidio.

In posizione opposta rispetto alla Porta del Sole, si apriva la Porta da Piedi, della quale non restano oggi tracce architettoniche. Data la sua collocazione tra l'insediamento e il fiume Verde, fu la prima via di accesso al borgo. 
- Chiesa di San Remigio. Secondo fonti bibliografiche, la fondazione della chiesa risalirebbe al XIII secolo.

La facciata dell'edificio è tripartita da ordini di paraste, con un corpo centrale più alto e aggettante degli altri. Essa inoltre è interamente intonacata, fatta eccezione per le paraste e i cantonali in pietra a vista.
- Abbazia medievale di San Martino in Valle: oggi, sebbene restaurato, è un rudere, vittima delle alluvioni ricorrenti. La chiesa, monastero benedettino, fu fondata nel 900 d.C. circa, nelle gole di Fara. Oggi è monumento visitabile e che ospita, in estate interessanti serate musicali. Restano tracce di un eremo unito alla montagna, delle fondamenta, di colonne, e di un portale che collegava all'altare. Il portale, perfettamente conservato, è in pietra montana, ad arco a tutto sesto.
- Chiesa San Pietro Apostolo. Chiesetta posta appena fuori dal centro abitato, in prossimità delle sorgenti del fiume Verde. Risale al IX secolo, come la bolla descrive Sancti Petri in fluvio Viride. Nel XVI secolo è stata modificata con aspetti rinascimentali. Vi è all'interno una Madonna Incoronata con Bambino. La facciata rettangolare ha un portale a tutto sesto con lunetta affrescata.
- Chiesa di San Nicola. Chiesa costruita dopo il terremoto del 1706, a pianta irregolare, con facciata decorata dal monumento ai caduti. L'ingresso è sul lato destro, coronato da piccolo campanile a vela.
- Cappella della Santissima Trinità. Situata ai margini della zona industriale, e risale al XVIII secolo. Tra il 1839 e il 1847 vi fu costruito un convento. La chiesa ha aspetto neoclassico, con facciata solenne decorata da rosone. L'interno custodisce la campana della vecchia chiesa del Gesù, oggi scomparsa.
- Chiesa della Santissima Annunziata. Sorta nel XIII secolo, era la chiesa della Terravecchia, ossia Rocca Sancti Martini, fino al XVII secolo. La chiesa, gravemente danneggiata dal terremoto del 1706, fu riadattata, inglobando la costruzione della Porta del Sole. La facciata è molto curiosa, composta da un edificio di pietra con monumento dell'Unità d'Italia, e il campanile annesso che troneggia sopra la porta. La lunetta del portale rappresenta la Vergine con sant'Antonio. L'ingresso vero e proprio si trova oltre la porta, e l'interno a cappella è barocco.
- Chiesa di Santa Maria delle Grazie. La chiesa è del XVI secolo, con restauro nel 1700, leggendo il portale. Ha facciata con portale finemente lavorato, in stile barocco. Il campanile è una ricostruzione neogotica del precedente. L'interno ha una statua di San Rocco.
- Chiesa della Madonna del Suffragio. È una cappella annessa alla chiesa di San Remigio. Era una chiesa indipendente, poi fusa con la parrocchia dopo il terremoto del 1706. Il campanile settecentesco ricalca lo stile medievale, ed è composto in bugnato. La facciata è molto semplice, anch'essa in bugnato, color grigio napoletano. Nel 2015 è stata restaurata, dopo essere stata chiusa per una decina d'anni.
- Chiesetta della Madonna dell'uliveto. Edificata sulla roccia in prossimità delle gole di San Martino, si narra che sia stata costruita da una persona riuscita a fuggire dai briganti.
- Riserva naturale Fara San Martino-Palombaro. La riserva è sita nelle Gole di San Martino. Gole suddivise in tre parti:
  - la 1ª, detta Vallone di Santo Spirito, nome dall'omonima grotta;
  - la 2ª zona, detta Macchia Lunga;
  - la 3ª, detta Valle Cannella, terminante in un circo di formazione glaciale pieno di doline e inghiottitoi.

## Società

### Evoluzione demografica

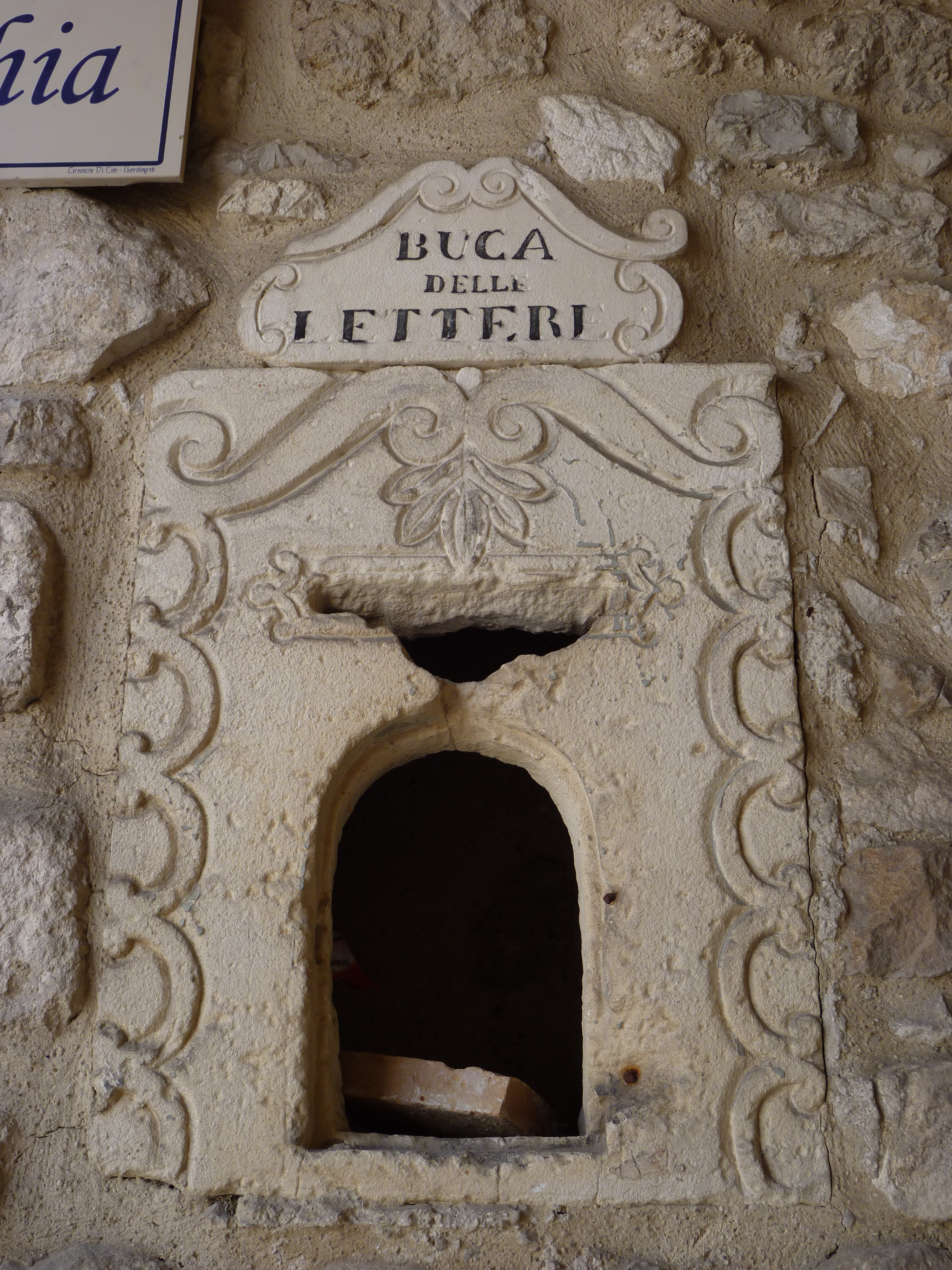
Buca delle lettere in pietra a Terravecchia

Abitanti censiti

## Economia

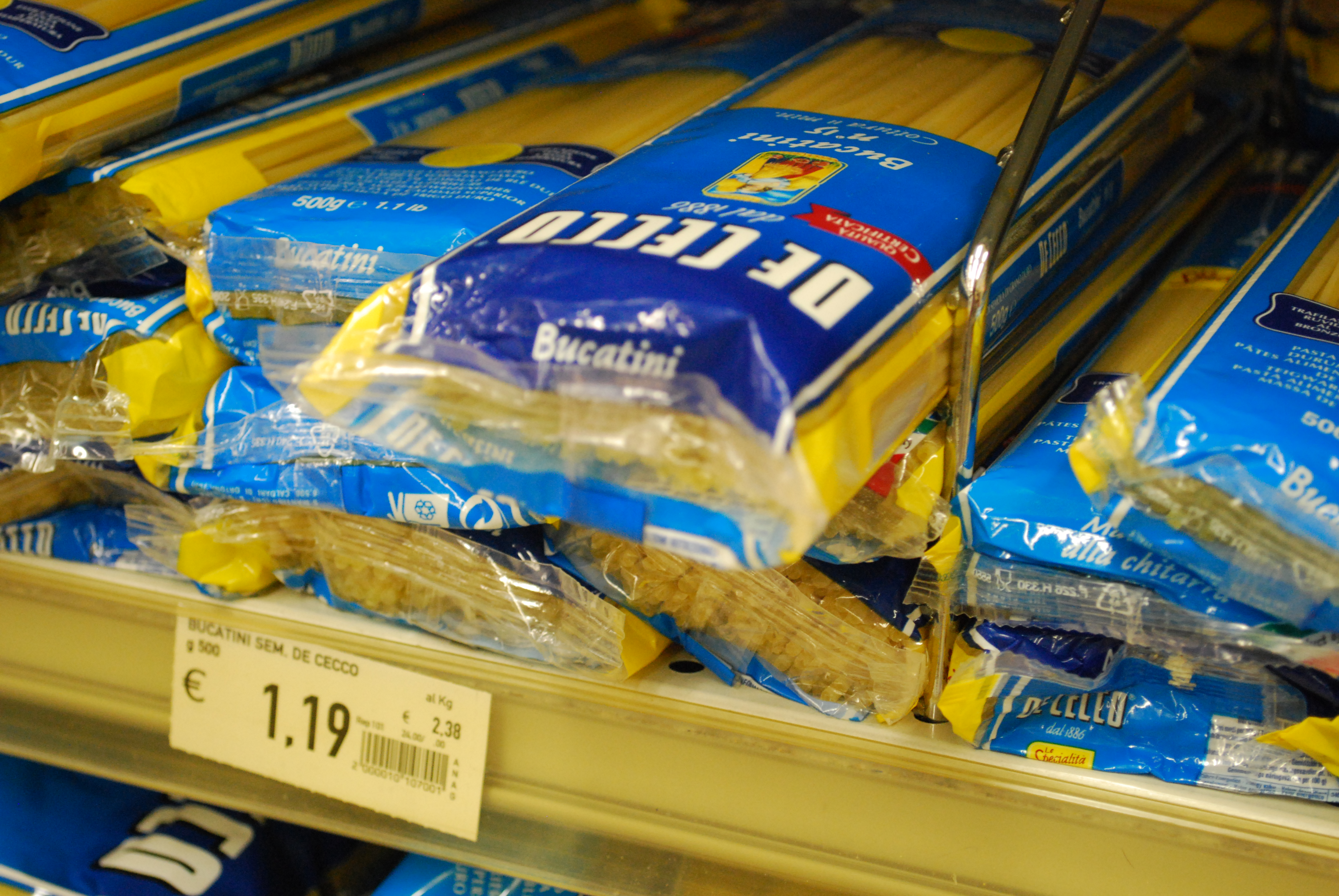
Confezioni Pasta De Cecco

In questo paese della provincia di Chieti ci sono diversi pastifici, alcuni artigianali:
- De Cecco
- Cav. Giuseppe Cocco
- Delverde
- Bioalimenta

che esportano i loro prodotti in tutta Italia. La tradizione della produzione della pasta ebbe inizio dall'abbondanza idrica garantita dal fiume Verde che nasce dalla Maiella. Quell'acqua ha permesso sia di azionare le macine per produrre la semola di grano, sia di essere utilizzata come materia prima nella produzione. I pastai locali idearono inoltre un sistema automatico di essiccazione della pasta. Un tempo la pasta veniva stesa all'aria aperta per seccarla, ma tale sistema dipendeva molto dalle condizioni climatiche e stagionali. L'essiccatore ad aria calda consentì di pastificare in ogni stagione e in ogni condizione, dando impulso alla produzione su larga scala.
Tra le attività economiche più tradizionali, diffuse e attive vi sono quelle artigianali, come la tessitura finalizzata alla realizzazione di rinomati tappeti, arazzi, coperte, caratterizzati da temi geometrici e vegetali.

## Cultura

### Musei e siti culturali
- Museo parco nazionale Maiella[14].
- Museo della pasta Macaronium
- Gualchiera
- Sito archeologico: Abbazia di San Martino in Valle (anno 832)

### Teatro
- Teatro comunale[15].

### Eventi
- 23-24-25 agosto: feste patronali di Sant'Emidio, Sant'Antonio e San Rocco.

## Amministrazione
| Periodo        | Periodo        | Primo cittadino   | Partito                                                   | Carica  | Note          |
| -------------- | -------------- | ----------------- | --------------------------------------------------------- | ------- | ------------- |
| 6 giugno 1993  | 13 maggio 2001 | Luigi Bucco       | Alleanza Democratica (1993-1997) Lista civica (1997-2001) | Sindaco | [ 16 ] [ 17 ] |
| 14 maggio 2001 | 28 maggio 2006 | Antonio Tavani    | Lista civica                                              | Sindaco | [ 18 ]        |
| 29 maggio 2006 | 15 maggio 2011 | Antonio Tavani    | Lista civica                                              | Sindaco | [ 19 ]        |
| 16 maggio 2011 | 5 giugno 2016  | Giuseppe Di Rocco | Lista civica                                              | Sindaco | [ 20 ]        |
| 6 giugno 2016  | 3 ottobre 2022 | Carlo De Vitis    | Lista civica                                              | Sindaco | [ 21 ]        |
| 4 ottobre 2021 | in carica      | Antonio Tavani    | Lista civica                                              | Sindaco | [ 22 ]        |

### Gemellaggi
Fara San Martino è gemellata con:
- Senglea, dal 2011[23].

## Sport
Le principali società sono l'"a.s.d. Valle Aventino" per il calcio e "Polisportiva Green Team” per quanto riguarda il basket, la pallavolo e il tennis.